# Henry Norman Marrett
Henry Norman Marrett (* 15. Dezember 1879 in Umballa, Punjab; † 23. Dezember 1961 in Indien) war ein englischer Badmintonspieler. Beruflich war er als promovierter Chirurg tätig. Er war mit Florence Lannowe verheiratet, ebenfalls eine erfolgreiche Badmintonspielerin.

## Karriere
Henry Norman Marret hat an Erfolgen mehrere Siege und Finalteilnahmen zu Beginn des 20. Jahrhunderts bei den All England und den Irish Open zu verzeichnen. 1905 und 1906 siegte er in Irland. 1904 gewann er alle drei möglichen Disziplinen bei den All England. Seinen letzten Erfolg in London errang er 1912 im Doppel mit George Alan Thomas.

## Sportliche Erfolge
| Saison | Veranstaltung | Disziplin    | Platz | Name                                        |
| ------ | ------------- | ------------ | ----- | ------------------------------------------- |
| 1903   | All England   | Herreneinzel | 2     | Henry Norman Marrett                        |
| 1904   | All England   | Mixed        | 1     | Henry Norman Marrett / Dorothea Douglass    |
| 1904   | All England   | Herreneinzel | 1     | Henry Norman Marrett                        |
| 1904   | All England   | Herrendoppel | 1     | Albert Davis Prebble / Henry Norman Marrett |
| 1905   | All England   | Mixed        | 1     | Henry Norman Marrett / Hazel Hogarth        |
| 1905   | All England   | Herreneinzel | 1     | Henry Norman Marrett                        |
| 1905   | All England   | Herrendoppel | 2     | Henry Norman Marrett / Albert Davis Prebble |
| 1905   | Irish Open    | Herrendoppel | 1     | Henry Norman Marrett / Albert Davis Prebble |
| 1905   | Irish Open    | Herreneinzel | 1     | Henry Norman Marrett                        |
| 1906   | All England   | Herrendoppel | 1     | Henry Norman Marrett / George Alan Thomas   |
| 1906   | Irish Open    | Herreneinzel | 1     | Henry Norman Marrett                        |
| 1906   | Irish Open    | Herrendoppel | 1     | Henry Norman Marrett / Albert Davis Prebble |
| 1908   | All England   | Herreneinzel | 1     | Henry Norman Marrett                        |
| 1908   | All England   | Herrendoppel | 1     | Henry Norman Marrett / George Alan Thomas   |
| 1909   | All England   | Herrendoppel | 2     | Henry Norman Marrett / George Alan Thomas   |
| 1909   | All England   | Herreneinzel | 2     | Henry Norman Marrett                        |
| 1910   | All England   | Herreneinzel | 2     | Henry Norman Marrett                        |
| 1910   | All England   | Herrendoppel | 1     | Henry Norman Marrett / George Alan Thomas   |
| 1911   | All England   | Mixed        | 2     | Henry Norman Marrett / Alice Gowenlock      |
| 1912   | All England   | Herrendoppel | 1     | Henry Norman Marrett / George Alan Thomas   |